# Gregorio Salvini
Don Gregorio Salvini (Nessa, 1696 – Nessa, 24 dicembre 1789) è stato un politico, presbitero e scrittore italiano.
Assieme ai preti Erasmo Orticoni e Bonfiglio Guelfucci fu uno dei protagonisti della rivolta della Balagna contro la Repubblica di Genova.

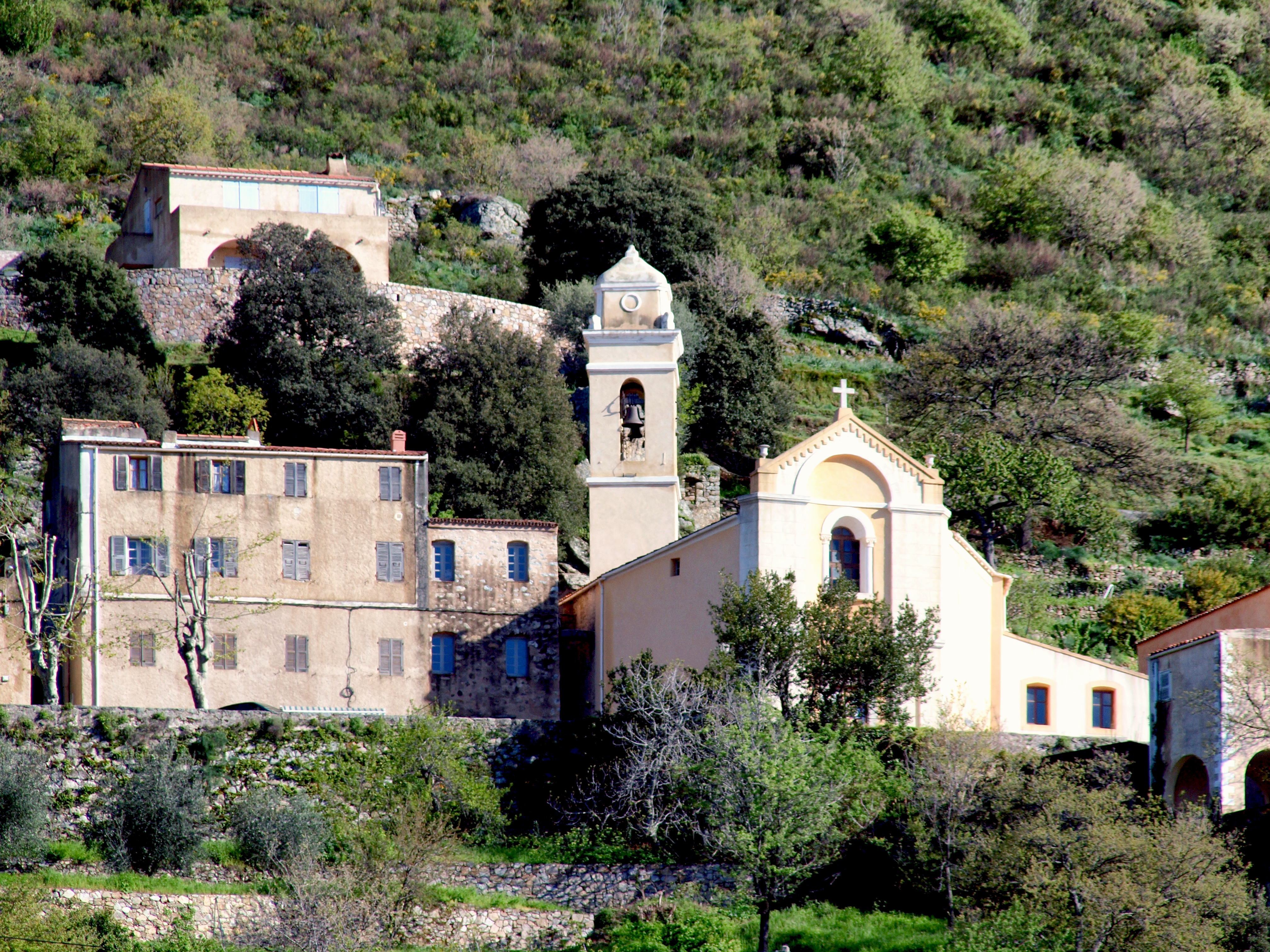
La chiesa parrocchiale di San Giuseppe di Nessa, la cui costruzione fu completata da don Salvini tra il 1753 e il 1784.

## Biografia
Nato nel 1696 a Nessa in Corsica, allora dominio della Repubblica di Genova, riceve la prima educazione dallo zio materno Pietro Murati, autore di Practica Manuale.
Nel 1728 dopo la morte della sua sposa parte per Roma dove studia anche alla Sapienza, diventa dottore in diritto civile e diritto canonico. A Roma diventa anche prete e incontra nel 1730 il suo conterraneo e canonico Erasmo Orticoni di Santa Reparata di Balagna, aderendo quindi alle idee dell'indipendentismo corso contro i dominatori genovesi.
In seguito si trasferisce a Napoli e nel marzo 1736 sbarca a Isola Rossa e contribuisce alla nascita dell'effimero Regno di Corsica appoggiando il "re di Corsica" Theodor Stephan von Neuhoff. Don Salvini si occupa di portare le munizioni da Livorno e farle sbarcare a Isola Rossa e il 6 agosto riceve un importante incarico dal generale Luigi Giafferi, Giovanni Giacomo Ambrosi, Paolo Maria Paoli e Giovanni Tommaso Giuliani per una missione segreta nelle città toscana per gli indipendentisti isolani. Rimarrà a Livorno per sei anni fino al 1740.
Nel settembre del 1737 da Livorno assieme degli importanti personaggi isolani scappati dall'isola scrive una lettera al Re Sole e al suo ministro, il cardinale André Hercule de Fleury, per giustificare la lotta dei còrsi contro la Repubblica di Genova e quindi evitare qualunque aiuto francese alla superba, ma questo desiderio cadrà nel vuoto e la storia andrà da tutt'altra parte.
Il 13 novembre scrive a Pignon, console francese a Tunisi, per chiedere un aiuto al ministro degli esteri francese Jean-Jacques Amelot de Chaillou e provare a fare una riconciliazione tra francesi e còrsi.

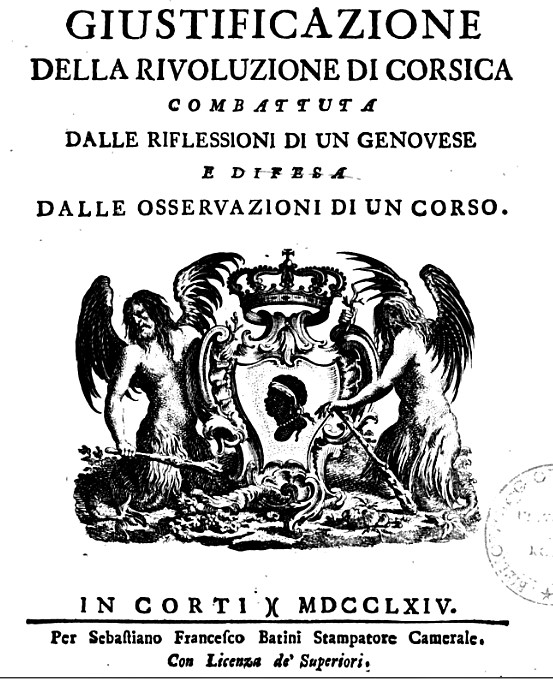

Nel 1738 scrive a Orticoni di chiedere ai còrsi di sottomettersi ai francesi in funzione anti-genovese, ma spiega Orticoni che sono proprio i francesi ad aiutare i genovesi.
Nel 1740 lascia Livorno e va a Napoli dove si unirà ad altri esuli còrsi, nel 1742 si sposta a Gaeta dove incontra Pasquale Paoli, cadetto del reggimento còrso, con Paoli ci sarà una lunghissima amicizia e entrambi uniranno le loro forze per cercare di liberare la Corsica.
Nel 1750 torna in Corsica dopo averla lasciata quattordici anni prima e cerca di ristabilire la pace in Balagna, in seguito è anche nominato deputato della Balagna occidentale presso la Consulta generale della Corsica di Corte e nell'ottobre del 1753 dopo l'assassinio di Giovanni Pietro Gaffori diventerà deputato dell'intera Balagna. 
Nel 1753 si occupa anche dei lavori per finire la costruzione della Chiesa di San Giuseppe di Nessa, suo paese natale. 
Nel 1755 partecipa attivamente al ritorno di Pasquale Paoli nell'isola grazie all'aiuto del padre Giacinto, dato che entrambi avevano espresso la contrarietà per la continuazione dell'esilio nel Regno di Napoli.

Nel 1758 scrive la sua opera principale, La Giustificazione della Rivoluzione di Corsica e della ferma risoluzione presa da' Corsi di mai più sottomettersi al dominio di Genova che viene stampata a Napoli.

Nel 1764 pubblica a Corte la terza edizione de La Giustificazione della Rivoluzione di Corsica... modificando il titolo in La Giustificazione della Rivoluzione di Corsica combattuda dalle riflessioni di un Genovese e difesa dalle osservazioni di un Corso.

Nel 1765 è eletto oratore della Consulta Generale di Corte, mantiene le cariche pubbliche fino alla caduta della Repubblica Corsa guidata dal suo amico Pasquale Paoli, nel 1769 con i nuovi padroni francesi si ritira nel suo paese natale ormai ultrasettantenne dove assiste i lavori per la costruzione per la parrocchiale che verrà conclusa nel 1784.
Morì nel 1789 nel suo paese natale alla veneranda età di 93 anni, all'alba del crollo dell'Ancien Régime. Fu sepolto assieme a sua sorella Prassede Saladini-Salvini nella chiesa di Nessa.
 
Il 17 dicembre 2015 i nuovi eletti indipendentisti e autonomisti all'Assemblea della Corsica guidati da Jean-Guy Talamoni e Gilles Simeoni hanno fatto il giuramento in lingua corsa su una copia La Giustificazione del 1758.

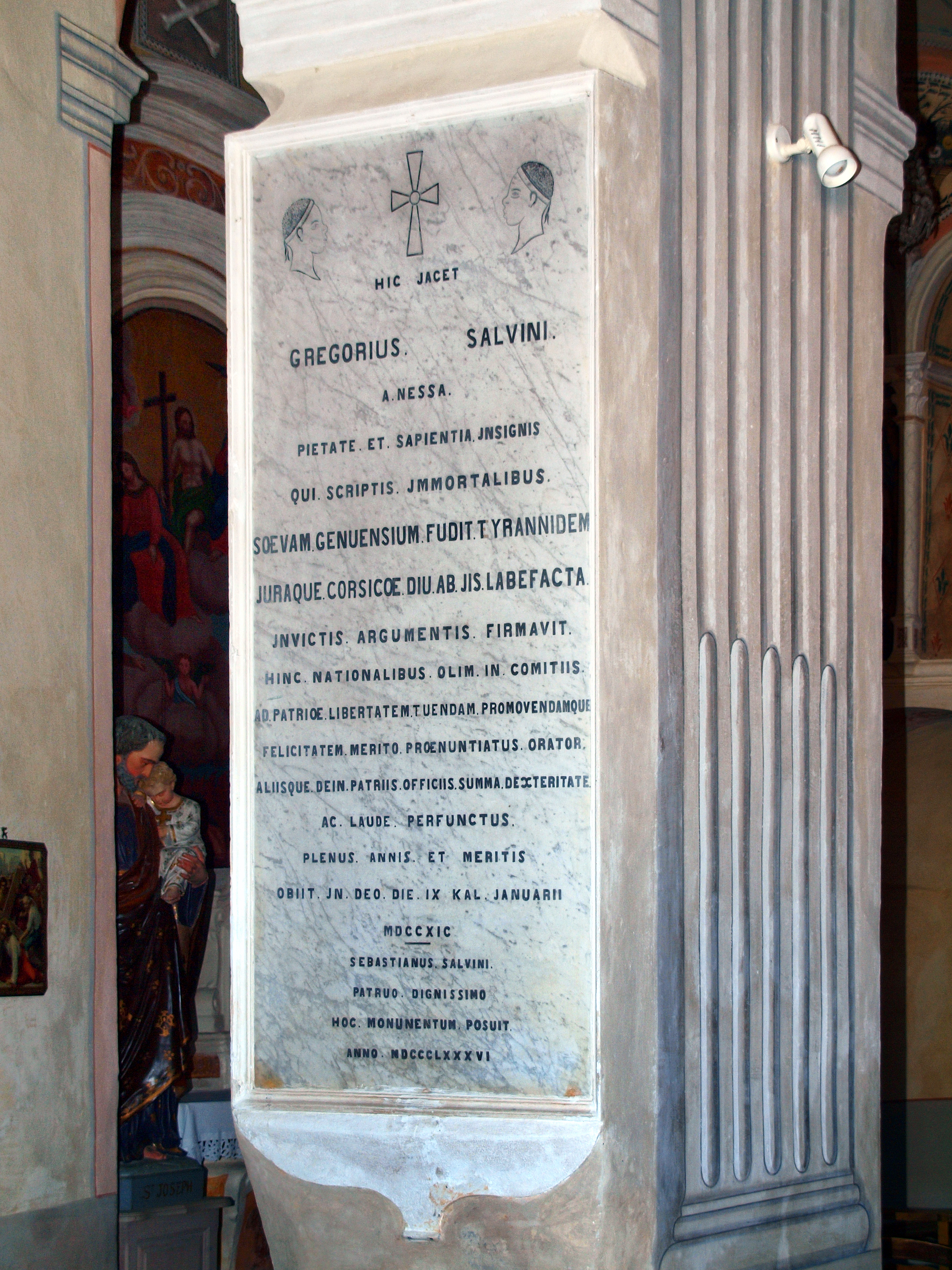
Placca commemorativa in onore di don Salvini nella parrocchiale di San Giuseppe di Nessa.

## Opere
- La Giustificazione della Rivoluzione di Corsica e della ferma risoluzione presa da' Corsi di mai più sottomettersi al dominio di Genova, Napoli, 1758.
- La Giustificazione della Rivoluzione di Corsica e della ferma risoluzione presa da' Corsi di mai più sottomettersi al dominio di Genova, Oletta, 1758.
- La Giustificazione della Rivoluzione di Corsica combattuta dalle riflessioni di un Genovese e difesa dalle osservazioni di un Corso, Corte, 1764.